# سیارک ۱۴۰۵۷
سیارک ۱۴۰۵۷ (به انگلیسی: 14057 Manfredstoll، نامگذاری:1996AV1) چهارده هزار و پنجاه و هفتمین سیارک کشف شده‌است که در ۱۵ ژانویه ۱۹۹۶ کشف شد.
قدر مطلق سیارک برابر ۱۵٫۱۰ است.